# Adéla Odehnalová
Adéla Odehnalová (* 2. ledna 1990 Hradec Králové) je bývalá česká fotbalistka.

## Klubová kariéra
Fotbal začala hrát v Hradci Králové. V létě 2009 přestoupila do Slavie Praha, kde strávila pět sezón a vyhrála jedenkrát titul.
Před sezónou 2014/15 přestoupila do Sparty Praha. Původně hrála jako záložnice, později se z ní ale stala obránkyně. Ve Spartě strávila sedm let, třikrát vyhrála titul a čtyřikrát pohár. Byla i kapitánkou týmu.